# Мото-гран-при Венгрии
Мото Гран-при Венгрии является этапом чемпионата мира по шоссейно-кольцевым мотогонкам MotoGP.

## Победители
| Год  | Трасса      | 125 cc                       | 250 cc                 | 500 cc               | Отчет |
| ---- | ----------- | ---------------------------- | ---------------------- | -------------------- | ----- |
| 1992 | Хунгароринг | Алессандро Грамини (Aprilia) | Лука Кадалора (Honda)  | Эдди Лоусон (Cagiva) | Отчет |
| 1990 | Хунгароринг | Лорис Капиросси (Honda)      | Джон Косински (Yamaha) | Мик Дуэн (Honda)     | Отчет |